# Arno Allan Penzias
Arno Allan Penzias (München, 1933. április 26. – San Francisco, 2024. január 22.) amerikai fizikus, az 1978-as fizikai Nobel-díj társnyertese, aki a kozmikus mikrohullámú háttérsugárzás felfedezésével szerzett magának hírnevet tudományos körökben.

## Élete
Münchenben, Németországban középosztálybeli zsidó családban született (édesapja lengyel volt, édesanyja német). 1938 október végén származásuk miatt a németek kitoloncolták a családot Lengyelországba, a lengyelek azonban november 1-től nem engedtek be az országba több kitoloncoltat. Penziasék vonata pár órával a zárlat bevezetése után érte el a határt, ezért visszafordították őket. Hat hónap haladékot kaptak Németország elhagyására.
Arno öccse a Kindertransport jóvoltából Nagy-Britanniába menekülhetett, ezután külön-külön szüleinek is sikerült megszerezniük a vízumot. 1939 decemberében hajóra szálltak New York felé, ahová már 1940-ben érkeztek meg. A család a város egyik ruhaipari körzetébe költözött. New York-ban a gyerekek „amerikai” keresztneveket kaptak: Arnóból Allan lett (azaz „Al”), Güntherből James („Jim”). Allan Penzias 1946-ban kapta meg az amerikai állampolgárságot.
A család természetesnek tekintette, hogy Arno valamilyen természettudós lesz. A brooklyni műszaki gimnáziumban (Brooklyn Technical High School) érettségizett 1951-ben, és a New York-i City College-ban szerzett alapszakos diplomát. Az egyetemen ismerte meg későbbi feleségét, Anne-t, akivel 1954-ben házasodtak össze (ebben az évben végzett Arno a főiskolán). Mivel megismerkedésük idején a lánynak már volt egy Al nevű ismerőse, Penziast Arnónak szólította, és ettől fogva ő maga is Arno A. Penziasként írta alá a nevét.
A főiskola után két évig a hadsereg híradó részlegénél (Army Signal Corps) szolgált, majd beiratkozott a Columbia Egyetemre. Ott kapta meg mesterdiplomáját, és ott is doktorált 1961-ben – témavezetője az a Charles Townes volt, aki a mézerekkel és lézerekkel elért eredményeiért három évvel később (1964-ben) megkapta a fizikai Nobel-díjat.
Townes közbenjárására a Bell Laboratórium állást ajánlott Penziasnak, aki azt el is fogadta. Ehhez a fő oka az volt, hogy szerette volna rádiócsillagászati vizsgálatokra használni a laboratórium Crawford Hillen álló kürtantennáját. Erre kezdetben nem kapott lehetőséget, mert az antennát ekkor még kizárólag műholdas kapcsolattartásra használhatták – ebben az időben a Bell Laboratóriumban tervezett Telstar, korábban a műholdas távközlési Echo program munkálataihoz. Nem sokkal Penzias érkezése után azonban a Telstar programhoz már nem volt szükség a kürtantennára, így az eszközt átengedték a rádiócsillagászoknak. Ekkor lépett be a Bell Laboratóriumba Robert Wilson, és 1963 elején elkezdtek együtt dolgozni.
Élete végén Alzheimer-kórban szenvedett, amiatt egy San Franciscó-i otthonban ápolták. Ott is halt meg 2024 januárjában.

## A mikrohullámú háttérsugárzás fölfedezése

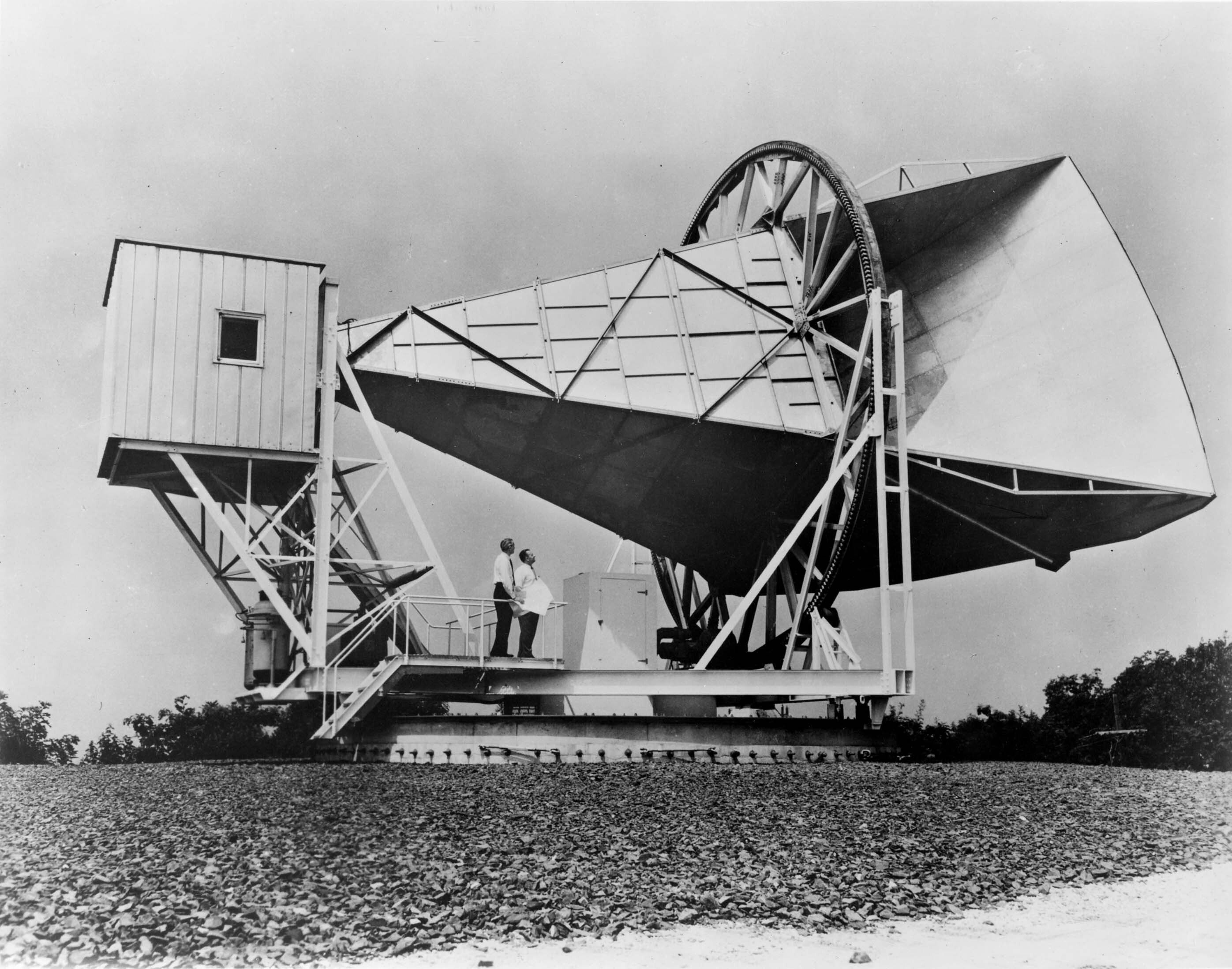
Penzias és Wilson a 15 méteres antenna alatt állnak, amellyel a felfedezésüket végezték.

A New Jersey-i Holmdelben, a Bell Laborban kezdett el dolgozni Robert Woodrow Wilson társaságában. Egy ultraérzékeny hűtött mikrohullámú rádióantennán dolgoztak rádiócsillagászati megfigyelések céljából. 1964-ben, a legérzékenyebb antennarendszer építése közben megmagyarázhatatlan zajra lettek figyelmesek. Sokkal kevésbé volt erős, mint a Tejútrendszer által kibocsátott hullám, és izotróp volt, ezért arra következtettek, hogy a készüléket földi interferencia (zavaró hatás) befolyásolja. New York város hangkibocsátására gyanakodtak, de később ezen elméletüket elvetették.
A mikrohullámú antennatölcsér vizsgálata során kiderült, galambürülékkel van tele (amelyet Penzias viccesen „fehér szigetelőanyagnak” nevezett). Annak ellenére, hogy eltávolították az ürülékhalmot, és a galambokat lelőtték (mindketten egymást okolták ezen bűntettért) a hang megmaradt. Miután minden hangforrást kizártak, publikálták felfedezésüket.

## A felfedezés jelentősége
Ezt a sugárzást nevezik ma kozmikus mikrohullámú háttérsugárzásnak, ez az ősrobbanás „visszhangja”. Az ősrobbanás-elmélet igazolása jelentősen hozzájárult a világ megismeréséhez. 1978-ban Penzias és Wilson ezen felfedezésért Pjotr Leonyidovics Kapicával (ő nem ugyanazon a területen dolgozott) megosztott fizikai Nobel-díjat kapott.